# 中央廣播電視總台春節聯歡晚會相關爭議
中央廣播電視總台春節聯歡晚會相關爭議列举了与中央广播电视总台春节联欢晚会（简称“总台春晚”）有关的争议及批评。
总台春晚是中央广播电视总台为庆祝春节而于每年农历除夕晚间举办的电视综合晚会。该晚会于1983年首次举办，是中国大陆最具影响力的电视节目之一，在全球海外华人也有一定的知名度。

## 春晚整体相关争议

### 地域差异
央视春晚的节目主题过于偏重中国北方人的传统生活方式和娱乐方式，基本上忽视了中国南方地区的观众。这种偏颇造成中国南方地区的群众对春晚的关注度极低，据2009年的调查统计显示，2009年春节联欢晚会在南方各省区市的收视率都遭遇滑铁卢，例如在海南省的收视率仅为1.3%。

### “掌托”与“笑脸哥”
王刚、陈佩斯等参加过春晚的演员称春晚有掌托儿。有记者反映自2009年起掌托儿不见了，取而代之的却是现场播放的鼓掌音效，但有网友在2018年春晚现场拍到了掌托，主持人每读一个名字，掌托便倾尽全力指挥前排观众鼓掌，从而引导其他观众来达到热烈鼓掌的效果。
人民网早期曾曝光，电视台录节目都有“导演”引导观众鼓掌，“这是行规”。《南方都市报》曾刊文《“春晚民意”是如何构建出来的》，写到“春晚的现场观众里有很多群众演员，根据节目的需要鼓掌或叫喊”。
演员王刚在央视任职期间因为不服制作节目时常被外界势力干扰，故意搞砸节目使其过不了审，但反而会招致安排“掌托”，成为其辞职央视原因之一，且此后多次拒绝出席春晚：“掌托不时发出的掌声往往会把台上的演员搞得摸不着头脑，让他们把握不了节奏”。

### 备播带
每届央视春晚都会在直播前几天录制“备播带”，以供当直播当晚出现事故时备用，中秋晚会同样是该模式。
2010年央视春晚的直播与后来的重播画面不同，央视承认重播是预先录制的。这引发阴谋论，影射刘谦在春晚的魔术表演是经过媒体后期剪辑的。
央视外语频道在2014年前并非并机直播春晚，而是播出预录的备播带。自2014年开始，外语频道不再播出春晚，但有时也插播部分片段或以小窗口（非同期声）方式播出。
2017年央视春晚更是在节目结束后10多天将四个分会场的备播带重新制作成各45分钟的独立节目播出，而当届春晚的上海分会场的合作单位——东方卫视更是直接使用了央视的备播带作为元宵节特别节目的部分内容，或是提前在春晚上海分会场（与直播现场是同一场地）预录的根本没有在彩排中出现的节目。
2024年央视春晚中的《上春山》节目引发舆论热议是否演员临时更换服装导致备播带无法替换走位失误片段。

### 取消“我最喜爱的春晚节目”评选活动
中国中央电视台于1992年春晚起便开始评选观众最喜爱的春晚节目，一直到2000年都是在颁奖晚会上举行。2001年颁奖晚会与元宵晚会合并，即中国中央电视台元宵晚会暨我最喜爱的春节联欢晚会节目颁奖晚会，于元宵节之夜录播。在晚会上，通过《中国电视报》等媒体评选出的春节联欢晚会“我最喜爱的节目”颁奖。
自2012年春晚开始，有二十年历史的“我最喜爱的春节联欢晚会节目”评选活动被取消，央视表示取消评选的原因是多年来评选结果与实际不符，并且对当年“回家过大年”的主题没有意义。但不少公众表达了对于评选活动的留恋，认为简单取消并非上策，而且给出的理由也并不充分。而早在2002年，有网友就对此活动表示质疑，称评选活动本身存在着许多漏洞，并表示“这是一次愚民的暗箱操作游戏”。
有舆论认为，实际上2012年开始取消该活动的原因，是为了更加切合香港通讯事务管理局要求，便于香港观众同步收看央视元宵晚会。但实际上，虽然该活动已经取消，但是之后的央视元宵晚会仍然存在厂商冠名、挂角广告、植入广告等问题，导致港澳版的央视综合频道实际上长期以来并没有同步播放央视元宵晚会，故此理由并不成立。

### 政治色彩浓郁
由于中国中央电视台的特殊喉舌地位及宣传作用，使春晚一直都有一定的政治色彩。不过早年春晚的政治色彩并不浓郁，除了极为个别的歌舞、小品等，绝大多数的春晚节目还是坚持艺术性优先的原则。
近年来，春晚的政治色彩日渐浓郁，并于2016年春晚正式定型，此后的春晚只是在此基础上进行微调。春晚承载了更多的国家叙事和政治宣传，充斥着大量歌功颂德的内容，日趋“主旋律化”。这使部分网民从往年吐槽春晚充满政治色彩，发展到罢看春晚。部分网友讽刺春晚为“新闻联播加长版”等。
端传媒在2021年总台春晚后评论道：
|  | 前朝歌手、革命老歌、套路化叙事相继出现，所有的串场词、歌词都以直白、单调、自我循环的形式吟唱中国，配合以极尽所能、层层加码的土味赛伯格美学渲染春晚这道曾经的年夜大餐，如今已成了名副其实的鸡肋，但我们却能从这根根分明的肋骨上，看到文化观念层层剥蚀的变迁，以及用五个小时的歌舞升平化解激化的社会矛盾的捉襟见肘与力不从心。 |

法学家贺卫方曾批评，春晚已落到宣传强颜欢笑，用各种歌舞升平掩饰弊端和不公的可怜境地。他呼吁春晚可以休矣。

### 节目审查
很多进入春晚的节目在入选及排练的过程中都要接受反复的政治审查，负责审查的人员在春晚的节目面前持有“生杀大权”，在宣布撤销节目时往往没有明确的理由，其他人员只能服从其决定，一些符合官方的政治理念的节目也因此得以通过并被安排成重头戏。1989年开始，中共中央政治局委员参与了春晚的审查，到1992年时节目往往要经过五次审核才能最终进入春晚。赵本山在2012年公开批评了参与审核的人员，指责他们“观众都笑翻了，就他们的脸是青的”。

### 网络言论管制

#### 2017年
受到2016年央视春晚争议事件的影响，从2017年央视春晚开始，中国共产党和中国政府对互联网言论的审查力度加大。本届春晚播出期间及播出后，春晚的网上负面讨论被严格限制，微博上关于春晚的负面信息被大量删除，微信朋友圈屏蔽与春晚有关的负面言论。而每年春晚都要揭露假唱节目的中国音乐人梁欢，在指出春晚开场假唱以及宣布要揭露真唱名单后不久，相关微博内容即被删除，其微博帐号亦被暂时封禁。与此同时，另一位微博知名音乐博主“耳帝”在揭露了几个假唱节目后，相关微博内容亦被删除。随后，微博知名音乐博主“灯灯HOHO”爆出了一张微博官方工作群的截图，根据截图内容显示，微博官方已于除夕当晚派人专门负责梁欢和耳帝，要求二人不能在自己的微博上讨论晚会话题，否则可能会被销号，而此微博亦于不久后被删除。此后，「假唱」二字成为微博敏感词。另外，中国知识问答网站知乎也暂时屏蔽了“春晚”的关键字搜索。

#### 2018年
2018年央视春晚期间仍然继续限制网络言论，并加大审查力度。在本届春晚开播前，新浪微博已经将“春晚 吐槽”、“春晚 假唱”、“春晚 垃圾”、“春晚 烂”等列入敏感词列表以禁止用户搜索和发表。而在专门搜集遭屏蔽和删除的微博的网站自由微博，“春晚”登上了热搜首位。而在审查工作启动前，央视春晚导演杨东升表示“接受观众的善意吐槽”。

#### 2021年
2021年总台牛年春晚期间及结束后，国家有关部门严厉控制互联网言论，以至于在中国各大主流社交媒体都无法发表对春晚的任何负面评论。在新浪微博上，“春晚无聊”、“春晚垃圾”、“春晚烂”等词汇被列入敏感词汇列表，无法搜索到相关微博；在抖音上则无法搜索到任何与“春晚垃圾”有关的有效信息；微信群屏蔽“春晚+垃圾”文字组合；豆瓣屏蔽本届春晚的打分和评论功能。对此，部分网友将文字倒序排列发表，以表达对言论审查的抗议。
在国家极力屏蔽压制春晚负面信息的同时，官方喉舌媒体又在开足马力对春晚进行正面宣传，企图“引导舆论”，平息舆情压力。中国中央电视台《新闻联播》连续五天对春晚进行吹捧式宣传；《人民日报》发表社论高度评价春晚，并称“总体美誉度达96.17%”。然而，广大网友并不买账，纷纷在相关新闻下方发表负面评论，并发表评论文章对春晚所暴露出的种种社会问题给予揭露和批判，即使随后相关文章在中国大陆的相关网络平台（如微信公众平台）上被删除。

### 广告植入问题
2012年前的一些春晚在节目中出现了过多的植入广告。像在某个节目中会出现一句与观众熟知的某品牌广告语相似的台词，或者在节目中的道具上出现某品牌的LOGO，或者以“刚刚收到某某单位或企业”的名义读出广告主的名称。这些植入广告已经到达了令观众生厌的程度。2009年春晚更是在姜昆表演的相声《我有点晕》中借“三十年前和三十年后的对比”直接出现宣传某搜索引擎和某银行信用卡便利性的台词。2010年春晚则被指多处存在植入广告。
在2012年春晚当中，在39个节目中，语言类节目只有7个，没了赵本山的春晚更像是台“K歌演唱会”。“平平淡淡，没有惊喜”，是许多观众对这台晚会的看法；但往年饱受诟病的“广告植入”今年几乎绝迹，没有了长长的贺电，也没有了围坐台下圆桌旁的重金广告商，有人认为今年春晚是“最干净的一届春晚”。但实际上，在个别表演节目当中，却间接“植入广告”。
实际上，取消春晚植入春节祝福赞助广告，还更因照顾香港地区，自从CCTV-1港澳版开播开始，春晚亦有同步直播，为确保香港地区安然无恙收看春节联欢晚会并切合香港电视广播规定需求，从2012年起，央视春节联欢晚会彻底取消了春晚中间植入“XXX祝全国人民春节快乐”的春节祝福赞助广告，连同“我最喜爱的春节联欢晚会节目”评选活动一同取消（涉及酒类产品赞助商），同时更便于在时间上的控制。
但是，自从2017年开始，春节联欢晚会恢复植入广告，但由于此节目在央视以及全球华人心目中地位特殊，港澳版必须于除夕晚上八点整开始完整与内地版同步转播到晚会结束，并且在春节期间多次重播，只不过春晚直播开始之前的商业广告被取代。所以虽然现在央视综合频道是由不能播放商业广告的香港电台转播，也必须在除夕和春节期间完整直播和重播带有植入广告的央视春晚，所以这使本节目成为香港电台这个公营媒体所有自制和转播节目当中唯一一个带有大量植入性商业广告的节目。
据《三联生活周刊》称，2010年春晚广告收入6.5亿元，这相当于广告收入排名第二的湖南卫视全年广告额的三分之一。

## 作品及内容相关争议

### 作品抄袭相关争议

#### 魔术
针对网友指出台湾魔术师刘谦在2010年央视春晚所表演的魔术涉嫌抄袭问题，刘谦回应是借鉴。

#### 小品
在2007年春晚，冯巩的《咱村里的事》喝三大碗水被指有抄袭陈佩斯吃面条的创意，潘长江的小品《将爱情进行到底》故事结构与小小说《网情》过于相似，黄宏的《考验》里弹未来岳父光头的片段，被指抄袭了周星驰《整蛊专家》桥段。而3个涉嫌抄袭节目均得奖使得部分网友质疑评选的公正性。
《超市面试》是中国大陆小品演员郭冬临、魏积安、傅浚琪、何军在中央电视台2012年春节联欢晚会上表演的作品。该作品播出之后，被指抄袭日本UNJASH小品《打工面试》。该作品也曾在中央电视台举办的第八届小品大赛中由田昊和姜力琳表演过，名称为《面试》，剧情略有不同。
继2012年郭冬临的小品《面试》之后，冯巩出演的小品《小棉袄》又被指抄袭日本喜剧组合“UNJASH”的短剧《荞麦面店员和未婚夫》（日语：そば屋と婚約者），其中“卖衣服”、“娶女儿”及大致框架均来自该作品。为此，该剧主演兼编剧高晓攀表示不知情。
另外，贾玲和瞿颖合作的小品《喜乐街》中“女神与女汉子”部分，也被指抄袭韩国SBS喜剧节目《寻笑人》的作品《极和极》，贾玲版将韩文台词改编成中文，模仿了小品主题、演员动作以及背景音乐旋律。

#### 歌曲
2014年马年春晚上，前花儿乐队主唱大张伟登台演唱歌曲《倍儿爽》，但是这首歌曲被部分网民认为涉嫌抄袭韩国歌手PSY的《江南Style》，舞步涉嫌抄袭PSY的另一首歌曲《Gentleman》。表演结束后，大张伟面对新闻传媒时，称“全世界的电音歌曲都是如此”，还称歌曲“加入了二人转等中国元素”，但此言被指为抄袭狡辩。也有部分网友肯定称“不管抄袭与否，好听才是硬道理，并预言这首歌一定会成为广场舞的必选曲目”。韩国方面还未有律师函确认称该作品抄袭，事件尚未有定论。
2023年央视春晚的歌曲《花開種花家》和日本知名動漫遊戲《超異域公主連結！Re：Dive》中支線劇情「吸血鬼獵人with伊莉亞」的片尾曲《Peaceful＊ちゃんぷるー》雷同；当年春晚另外一个歌曲《当神兽遇见神兽》也和日本音乐制作人Mitchie M使用初音未来制作的歌曲《Freely Tomorrow》雷同；另外《是媽媽是女兒》和韓國Stone Music Entertainment的歌曲《엄마가 딸에게》(Mother to daughter)雷同，引發抄襲質疑。
有网友称，每年春晚前的选拔节目《欢乐中国年——我要上春晚》，在2023-24年季度的片头曲疑似和使用初音未来制作的歌曲《千本櫻》雷同。

### 小彩旗相关争议
2014年马年春晚的台侧，小彩旗（原名魏彩绮，杨丽萍外甥女）以连续四个小时无休止地旋转的方式来体现时间的流逝，展示四季轮转，且导播没有给她下场的镜头。有部分网友认为该节目毫无意义，是对她的“摧残”。但是，也有很多偏积极的网友支持小彩旗的行为，在担忧之余也表现出对她的支持。

### 假唱
历届春节联欢晚会虽然都是实况直播（有延时，部分节目为录像播出），但以前仅有1985年、1994年、1999年的大部分歌曲，以及1995年、1996年、2002年、2005年几届晚会的部分歌曲节目是现场真实演唱的，此外都是预先录音现场对口型的假唱。在1996年或者1997年，刚刚在世界音乐奖上载誉而归的香港歌手张学友获邀出席春晚，但被其断然拒绝，据说就是因为张学友拒绝以假唱的方法演唱，2000年代開始后，其更多次被邀請參與晚會，但均被其拒絕。在2010年的節目開始前他更是被公開邀請，但卻以要陪家人為由拒絕，直至2012年12月12日傳出在央視春晚官方微博和中央電視台《新聞直播間》報導張學友亮相2013年春晚，但最終因節目未能尋找到一個達到心理預期的表演內容和形式而未能參與。据传，張學友極有可能意外現身馮小剛執導的2014年春晚，并與常石磊混搭一起表演，而实际并未出现。
就在2014届春晚结束后，据龚琳娜通过新浪微博爆料，本届春晚多位明星涉嫌假唱。网友“梁欢”更是扔出一个未经证实的“假唱”名单，直指以下明星涉嫌假唱：“《欢歌》组（开场不久后播出的民歌联唱节目）、黄渤、大张伟、梁家辉、阿宝、王二妮、苏菲·玛索、庾澄庆、李敏镐、杨坤、郭采洁、韩磊、姚贝娜、《难忘今宵》组（李谷一、杨洪基等）都涉嫌假唱。霍尊需听回放确认。”
刘德华为2015届春晚创作宣传曲《回家的路》，引发现场观众感动落泪；有网友指出他唱歌时有些发颤跑调，但反而能看出一定是真唱。此届春晚依然遭到网友假唱（对口型）质疑。节目第二天，知名音乐人梁欢在网站贴出真假唱名单。筷子兄弟、凤凰传奇、刘德华、莫文蔚、邓紫棋、刘欢、雷佳、韩磊和阿鲁阿卓列入真唱名单。而张丰毅、朱亚文、段奕宏、陶喆、那英及李宇春等人則被列入假唱名单。对此总导演哈文并未表现出过多的担忧，反而对歌手的表演留有信心。
而在2016届春晚当中，中国大陆歌手梁欢在微博上称本届春晚舞台上所演唱的歌曲全部疑似假唱。

### 春晚向汉服道歉事件
2015年羊年春晚零点后的第一个节目《大地春晖》是56个民族创意服装秀，观众看完后发现，55个少数民族都展示了自己的民族服装，而代表汉族传统服装的却是改良的旗袍。网民们在失望、愤怒之余，纷纷要求央视为汉服事件道歉，相关话题被冲上微博热搜。有网友表示：“《大地春晖》中没有出现汉服，春晚该节目导演应当向汉服道歉。我们不是在煽动大汉族主义，以造成民族矛盾。从某种程度上来说，这是严重的民族歧视——忽视了国家的主体民族。这是在中国存在了32年的春晚所进行的一项自掘坟墓的作死行为。”

### 文史差错
《咬文嚼字》杂志曾多次指出春晚的节目内容、台词以及字幕出现的文史差错。

### 魔术穿帮
在2014年马年春晚进行到北京时间22:55前后，魔术师王亦丰（YiF）表演魔术《团圆饭》。但是，就在表演结束后的大概一分钟左右，已经有不少网友在社交网络上发布所谓“解密”信息。事后，王亦丰本人接受媒体采访，称因经验不足，确实存在穿帮缺陷，他自己对这次表演也不满意。对于网友们的解密，他表示称“大多不正确，只是很可惜”。
而在2015年羊年春晚当中，香港魔术师周家宏的《纸牌幻想》一经播出受到网友热议。尽管该表演天衣无缝，但细心的网友仍对魔术进行解密。网友表示该魔术漏洞百出，如立着的预言牌上写着“整副牌有18张正面朝上”，实际上出现了19张牌，有网友发现“魔术师把一张正面的牌和一堆背面的牌拿走”。还有网友拿出了一年多前刘谦的魔术《连环语言》用作对比，指出节目存在雷同之处。

### 热门节目被撤销
央视春晚挑选节目历来严苛，曾出现过临时取消节目的情况。比如2015年春晚，受到年轻人关注的“小鲜肉”组合——鹿晗、吴亦凡、陈伟霆、宁泽涛、方力申表演的节目《致青春》，因鹿晗和吴亦凡的合约问题而无缘春晚。同样，受不少男性观众期待的“女神”组合——马苏、王丽坤、佟丽娅、秦岚、冯丹滢表演的唯美水袖舞《国色天香》也被临时取消，让网友失望遗憾。
2016年春晚节目组沒有向六小齡童發出邀請，六小龄童不能参加当年央视春晚。此前，六小龄童曾表示可以隨時參加當年的央視戲曲春節晚會（不是央视春晚）。不过，在1988年、1992年和2004年的春晚上，六小齡童均有参与演出。若等到下一个猴年（即2028年），他將接近70歲，或將很難再進行高難度的猴戲表演，故網友希望六小龄童能再上一次春晚。而此前，六小龄童曾接连参与多地省级卫视春节晚会的录影和表演，因此央视可能考虑观众有审美疲劳之嫌。
2019年1月9日，央视在官网发出一篇新闻，报道初音未来要上网络春晚：
|  | 同时，日本“虚拟歌手”初音未来也将登台助阵，献出她的中国荧屏首秀。2007年初音未来凭借一首魔性十足的《甩葱歌》成功进入中国观众视野，而后凭借其可爱的形象、多变的曲风和出色的音质，深受国内二次元迷们的追捧。在2019网络春晚舞台上，她将为全国观众带来融合未来科技感和中国风元素的曲目，带领大家近距离感受AR科技的同时也能感受中国传统文化的魅力。据悉“公主殿下”还会打破次元壁，不知道是以怎样的形式，又会有怎样的惊喜？ |

但由于政审未获通过，在消息中提到的“2019央视网络春晚”当天，即2019年1月28日晚，初音未来并没有出现在现场。
往年春晚的杂技节目是春晚的亮点，为春晚的收视率做出重要贡献，也多次被评为最受观众喜爱的春晚节目。然而，在2021年除夕当天，中央广播电视总台公布的正式节目单当中没有杂技节目，虽然实际上有杂技团参演，但仅仅作为歌舞和武术节目的配角，最后在电视上呈现的效果仅仅只是一瞬间。这也是央视春晚自1983年开播以来首次撤销杂技节目。

### 违反医学常识及社会伦理
在2021年总台春晚中，由贾玲主演，围绕一份体检报告真假的小品《一波三折》被指责为“传播错误的医学健康知识，并给医患关系埋下定时炸弹”。这篇文章指出，“15分钟的小品，硬是在其中植入了四个错误的健康知识，埋下一颗医患关系的定时炸弹，简直让人目瞪口呆”。
对此，有评论指出：“在实际工作中，任何医生都不会冒着失去工作的风险去做假报告。”小品却为了给“特殊观众”营造其乐融融的氛围，极尽谄媚之能事，不惜令医生违背职业道德，不惜打破脆弱的医患信任，不惜把一切职业都拉进“撒善意的谎言”的圈套中。

### 受到动保组织的批评与抵制
在2018年央视狗年春晚少儿歌舞《旺旺年》节目中，出现了贵宾犬在成人演员的控制下表演倒立、跳绳、直立等拟人化的杂耍表演。此表演播出后，有动物保护组织在新浪微博上表达谴责与抗议，表示“狗年勿做虐狗的帮凶”，并抵制央视春晚。
而在这次春晚播出前不久，央视新闻还多次呼吁“拒绝动物表演”，并发文称“人类的快乐，不应建立在动物的痛苦之上，请别拿它们取乐，每个生命都会疼！拒绝动物表演！”但春晚上仍然出现了动物表演，被批评为“自己打自己的嘴巴”。

### 吉祥物的争议
2016届春晚的吉祥物“康康”，因为立体图是一隻全身有紅綠黃三色的小猴子，加上臉部下方有兩球不明物體，整體造型呈现怪異感，引发網友热议。有网友评论称“红绿灯成精”、“瞬間不想屬猴”等，还有网友给“康康”取了“猴赛雷”（粤语“好犀利”的谐音）的绰号，更有网友将其PS进行重新设计。由于网友讨论太過強烈，央视春晚官方微博于1月21日晚刪除了帶有立體效果圖的微博。不过吉祥物头型设计者韩美林表示：“我只设计了一个猴子头的正面图，别的我都没有参与，3D设计方案从来没有看到过。”另外，韩美林也对关于吉祥物脸上的两个球的问题作出解释，称“小猴子吃东西吃到很多的时候，腮帮子就会呈现出鼓鼓的样子，而这两个球就为了体现这种效果”。后来吉祥物“康康”在春晚直播的全程均未出现。
而此前在2015年11月，央视春晚节目组从百余件设计师提交的作品中选出四只猴子，由观众投票选出本届春晚吉祥物。不过在四只猴子设计图中，没有出现韩美林的头型设计图。
此外，在“康康”这一吉祥物推出后，一些出售絨毛玩具的小商家或批發市場業者，已经在柜台摆出了絨毛玩具、鑰匙圈、面具、抱枕、吊飾還有白短T恤及外套及周边产品出售。不过央视官方表示，称央视从未授權商家製作和銷售「康康」玩偶及紀念品，市面上出现的商品均为盜版，并指出此行为涉嫌违法。
2023年12月6日，2024年总台春晚吉祥物“龙辰辰”公布后一段时间，网民开始质疑是否使用人工智能或通过人工智能参与作图，还用建行发行的2024年龙年纪念金进行断章取义，即便回应但争议基本仍未平息

### 支付宝红包争议
2016年春晚与支付宝合作推出“咻一咻”“集齐五张福卡，平分2.15亿现金红包”活动，观众热情高涨，总参与次数达到了惊人的3245亿次，但大多数人因为缺少“敬业福”而“五福不全”倍感失落，最后仅有约80万人集齐（0.139%），被批“全民红包耍猴游戏”。

### “老红军”朱光斗
在2017年央视春晚上表演快板的86岁老人朱光斗被央视春晚官方微博称为“老红军”，引发舆论争议。不少网友指出，中国工农红军已在1937年8月就分别改组为国民革命军的八路军和新四军，而1932年出生的朱光斗时年6岁，故不可能是“红军”的一员，1946年他参军时已只有“中国人民解放军”。央视随后将争议微博删除，重发改称为“老文艺战士”，但相关争议未就此停歇。英国广播公司、自由亚洲电台等西方国家媒体引述网民批评称央视“太不认真”、“故意造假”，以及春晚日益“意识形态化”，并批评中国有关部门大规模删除屏蔽有关的质疑评论。朱光斗于1946年6月（时年14岁）参加中国人民解放军，分派到中央机关当勤务兵，后于1954年加入中国共产党。

### 种族歧视争议
在2018年央视春晚中，宣传蒙巴萨－内罗毕标准轨铁路的小品《同喜同乐》中，娄乃鸣皮肤涂成黑色，垫上假屁股扮演“非洲妈妈”，大呼“我爱中国”，而真正的非洲人扮演猴子，被质疑“公然种族歧视”，引起舆论对种族主义的广泛批评和指责，网络平台屏蔽、删除部分质疑此作的帖文评论。《南华早报》认为，“涂黑脸扮黑人在西方很多国家是一个敏感的话题”，“本意是好的，可能表现方式有些问题”。中华人民共和国外交部在2018年2月22日召开的例行记者会上，外交部发言人耿爽就此事表示“中方一贯反对任何形式的种族歧视”，同时表示“中非友谊历经风雨、牢不可破；中非合作互利共赢，成果丰硕。中非关系怎么样，中非合作好不好，非洲国家和非洲人民心里是有数的”。
而在2021年总台春晚的歌舞类节目《节日》中，朱明瑛和舞蹈演员涂黑脸，穿著非洲民眾服飾扮演非洲人唱歌跳舞，再次引发种族歧视争议。对此，长期关注居住在中国的黑人的组织“中国黑人核心小组”在推特上对这段表演给予谴责和抗议；相关表演片段也在中国国内引发争议，不少微博网友就批评“春晚导演团队简直愚蠢又恶毒”、“一次不行又来一次，这样的节目能过审还放在开场真是无语”、“百分之百的种族歧视”。

### 2019冠状病毒病疫情期间播出不合適歌詞
在2020年总台春晚上，成龍在大灣區分會場表演歌曲《大俠霍元甲》，而當中一句歌詞「問我國家哪像染病」，當時恰逢2019冠状病毒病疫情，該歌詞令部分觀眾感到諷刺。

### 周杰伦“云录制”相关争议
在2021年总台春晚上，台湾歌手周杰伦以“云录制”的形式演唱了歌曲《Mojito》，但由于他的穿搭、背景畫面都带有夏日元素，也缺少新年常見的紅色元素，因此被网友调侃表演更似MV播放。

### 时尚走秀节目《山水霓裳》相关争议
在2021年总台春晚上，由李宇春演唱的《山水霓裳》，烘托着张梓琳、何穗、奚梦瑶和43位来自北京服装学院服装表演系和广告传播系的学生款款走来，在五分钟的时间变幻展示59套中国风华服，表达着丰富的春节文化内涵。此次，46位模特都是首次登上春晚。这也是央视春晚自开播以来第一个真正意义上的走秀类节目。
然而，本次春晚“时装秀”却受到时尚界及网友的吐槽与批评。引导全球时尚潮流的美国高级时装杂志《时尚芭莎》（英語：Harper’s BAZAAR）驻中国的一位时尚编辑在微博上写道：“这本该是一个展示汉服的绝佳机会。这实在是太浪费”；另一位在时尚界有影响力的人士甚至将这场时装秀比作“太空漫步”，因为展示的时装与中国服饰的美相去甚远。而其他网友的主要批评声音包括了：“服饰不中不洋，不能代表中国风”；“舞美又土又丑，缺乏时尚元素”；“融合了太多其他元素，最后的观感就是不伦不类”；以及盖娅传说被指抄袭（借鉴）高缇耶2007宗教秀等。作为本次秀的服饰主角，盖娅传说的微博也已经沦陷，而且被爆出其可能存在传销部门

### 语言类节目其他争议
2015年春晚小品表演当中，开心麻花团队小品《投其所好》中出现“拒绝黃拒绝赌拒绝乒乓球”的台词，涉嫌攻击乒乓球运动员等问题，引发王皓等乒乓球名将的不满。团队成员沈腾随即发微博致歉，表示是口误所致。
有网友对作品出频频出现的涉嫌贬低女性地位形象的用语表示不满，如“女神和女汉子”、“大龄剩女”、二十块娶走、“二手货”、“女领导，主要工作就是睡觉”、女领导靠上级的“喜欢”而上位等。但为春晚辩护的网友表示，讽刺是幽默的必备元素，而且这种手法在国外的脱口秀更为常见。其后，1000多名女权主义者联名写信给广电总局，强烈抵制此次春晚。
2015届春晚罕见地出现了三个反腐题材的作品《圈子》、《投其所好》和《这不是我的》，打破了反腐是春晚的敏感题材的束缚。被形容为“突破了过去30年的尺度”，官媒《人民日报》更是用头版为其“点赞”。而《环球时报》认为，尽管反腐节目“尽管不如预期精彩，不够可乐，但足够真实；不够尖锐，但已有锐度。最关键的是，它们确实接地气，有生活气息；确实形象生动，敢于讽刺不良现象，勇于刺贪刺腐。”
在2018年春晚当中，由海峡两岸演员合作的小品《回家》中，女主演方芳在表演中出现了一处影响故事情节的口误，将原本台词中的「我的妈妈虽然是台湾人，但是我的爸爸是安徽人」说成「我的妈妈虽然是安徽人，但是我的爸爸是……」，然后便发现这一失误，并将后面的台词改为「也是安徽人，在台湾生下了我这个好像是台湾的台湾人」。在第二天播出的重播版本中，央视将此节目的播出片段替换为彩排时预先录制的备播带。另外该小品也引发台湾舆论讨论，有台湾媒体批评说该小品有“统战的意味”。对此，国台办发言人安峰山表示，该小品是根据参演的两位台湾演员的亲身经历来创作的。安峰山还指出“对于这种反映游子思乡情怀的文艺作品，如果把它解读为‘统战’或者是歧视，只能说如果要带着有色眼镜，那看整个世界都是‘绿油油’的”。
2021年总台春晚的小品《每到佳节被逼婚》、《开往春天的幸福》与《一波三折》也在网络上引起了广大网民一系列的批评与指责。
在2023总台春晚小品《对视50秒》中，出现电脑配置相关话题：“你喜欢的那台电脑是第12代酷睿i9处理器，DDR5内存有64GB，4090 Ti的显卡，固态2个T，可以一边打游戏一边做PPT……”。但当时RTX 4090 Ti并未发布。

## 人物相关争议

### 赵本山
旅美学者吴祚来撰文批判赵本山小品《捐助》，批其广告太多和不尊重妇女：“以赵本山为核心的文化集团在演艺界已是一座不可小觑的山头，这座山之高，直接链接着央视春晚巅峰时刻，它们之间俨然已是利益共同体，央视可以通过赵本山小品获取收视率和广告收益，而赵本山也可通过春晚来推出他的新弟子，这些新弟子作为本山文化集团一员（对赵本山行过跪拜大礼），在新的一年里就可以在全国舞台与广告上，攻城略地获得巨大的经济效益。来自民间的文化集团借助央视的文化垄断，实现了文化效益与经济利益双丰收，我们不仅需要警惕这样的文化垄断，更要有措施来限制这样的利益集团对民间公共文化的侵蚀。”之后亦导致赵本山被封杀而无缘上电视节目演出。

### 导演和黑幕
2003年，曾经7次参加执导春晚的央视导演趙安因受贿罪被北京市第一中级人民法院判处10年有期徒刑。而赵安后来否认对他的指控，声称检举他的材料不实。
2001年央视春晚总导演王冼平2013年在央视的某个节目中谈到：曾在一台春晚上收到各路领导推荐歌手递来的43张条子。

### 有关2014年春晚总导演冯小刚的相关争议
据多家信息门户网站报道，2014年马年央视春晚大部分出演的演员系总导演冯小刚所在的公司华谊兄弟旗下的明星。有专家学者质疑称，本届春晚成为华谊兄弟的“年终内部晚会”。譬如，王铮亮演唱的《时间都去哪儿了》是不久前上映的冯小刚执导的《私人订制》中的歌曲。再如，真正的根植于民间的春晚作品实在太少，这也令人觉得是春晚的“倒退”。当年春晚结束后仅仅数小时，财经媒体“蓝鲸财经记者工作平台”发布《春晚被疑沦为华谊利益输送大平台》的文章，指出冯小刚乘春晚东风借机牟利。
此后，华谊兄弟和一部分专家学者展开了关于总导演冯小刚是否牟取私利的论战。

## 其他争议及事件

### 黑色三分钟
2007年春晚的“黑色三分钟”，即零点报时几位主持人之间互相抢词的事件，成为春晚历史上著名的争议事件。
当时在主持人张泽群背完对联后，李咏以他平时擅长的主持风格接话：“我们即将送走丙戌迎来丁亥了啊，在新的一年里呢，我们六位主持人也要祝现场的还有电视机前的观众朋友们，尤其是今年啊生下宝宝的妈妈同志们……”未等李咏说完，朱军突然高声插话说：“亲爱的朋友们，零点的钟声就要敲响了，一个崭新的春天即将到来。”在朱军说到“一个崭新的春天”的时候，李咏还插了一句话。在周涛接着朱军的“一个崭新的春天即将到来”说出“我们分明已经感到春天的脚步在叩响我们每一颗心”之后，董卿的接话又出现了停顿。快1秒钟后，她才说出“让我们带着和美与和顺去迎接生活的希望与收获”。刘芳菲说“随着春天钟声的敲响，让我们把这新春最衷心最美好的祝愿……”之后居然没有主持人接话，台上出现了尴尬的空白。差不多2秒钟后，周涛说出了“播撒在祖国的大地上”。其后在说“花开中国年”时又和李咏说的“播撒在中国人的心目当中”撞车了。但还没有完，零点报时之后六人合说的八个字的主持词再次出现混乱。朱军说完“在这美好的时刻，让我们共同祝愿中华民族”后，有高喊“和顺和美，国泰民安”的，也有高喊“和谐兴旺，国泰民安”的，总之是含混不清。说完这最后一句话后，李咏率先转身而去。据传事后朱军和李咏曾在后台大打出手，但朱军随后在参加杨澜节目时，又对此坚决予以否认。
事后总导演金越披露导致“黑色三分钟”的原因：临时增加了对联环节以致时间长度没把握好大家有所慌乱，主持人如能严格执行指挥的话就不会发生这种情况，但他背地里也透露主持人（李咏、朱军等）把自己当成明星，有不少自我发挥的成分。

### 彩排泄密
2016年央视春晚的彩排期间，1月26日晚，网上突然传出消息称：央视春晚技术部门在彩排过程中利用卫星传输节目信号但没有加密，导致整个东半球所有通过卫星接收节目信号的用户（个人和电视机构）都可以随便看到春晚彩排的实时画面，有不少网友将截图和录像发布在互联网上。当日凌晨2时央视发声明否认信号泄露。央视春晚微博发消息说，1月26日晚，网络上出现“中央电视台2016年春晚彩排泄密”的消息及相关图片视频片段。经核查，中央电视台在涉及春晚信号的卫星传输过程中，采取了严格的加密措施，未出现信号泄露的情况。网络上流传的图片和视频片段为个别人员擅自拍摄，并通过网络非法传播。并要求各网络平台及个人应立即停止传播不实消息及相关图片视频的行为。该台将依法保留进一步采取法律措施的权利。